# German-American Friendship Garden

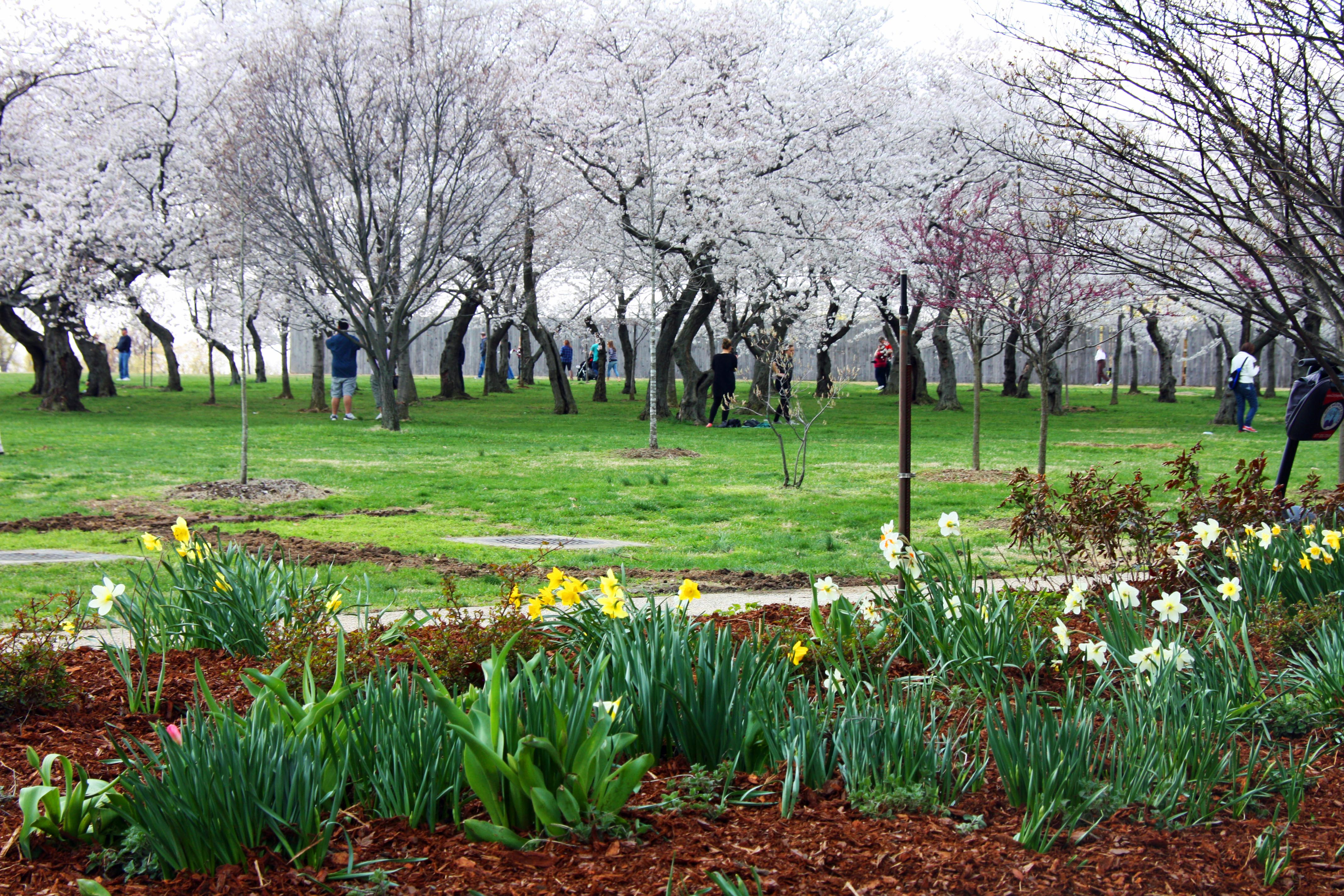
Die Anlage nach der Erneuerung, 2014

Der German-American Friendship Garden (deutsch Deutsch-amerikanischer Freundschaftsgarten) befindet sich in Washington, D.C. in den Vereinigten Staaten. Er liegt an der 1600 Constitution Avenue zwischen dem Weißen Haus und dem Washington Monument. 
Der Garten soll die Erinnerung an die ersten deutschen Einwanderer in die USA wachhalten. 1683 waren 13 deutsche Mennoniten-Familien aus Krefeld nach Amerika ausgewandert und gründeten in der Folge Germantown in Philadelphia.
Der Garten wurde von Wolfgang Oehme und James van Sweden entworfen, die auch die Pflanzen stifteten. Den Kern des Gartens bildet ein Eichbaum, den der deutsche Bundespräsident Karl Carstens 1983 zu Beginn der Bauarbeiten pflanzte. Eine Steinplakette im Boden erinnert mit den Jahreszahlen „1683-1983“ an die damals 300-jährige Geschichte der deutschen Einwanderer. Die offizielle Einweihung erfolgte erst 1988 durch Hannelore Kohl und den damaligen USIA-Direktor Charles Z. Wick, während  Helmut Kohl und Ronald Reagan im Weißen Haus weilten.
2013 begannen umfangreiche Renovierungsarbeiten, die Anfang 2014 abgeschlossen wurden.